# Taiga scandinava e russa
La taiga scandinava e russa è un'ecoregione all'interno del bioma della taiga, così come definito dalla classificazione WWF (ecoregione PA0608), posta nel Nord Europa, confina a nord con la tundra e a sud con le foreste temperate, tra Norvegia, Svezia, Finlandia e il nord della Russia europea su di una superficie di 2 156 900 km²; è quindi l'ecoregione più grande d'Europa.

## Descrizione

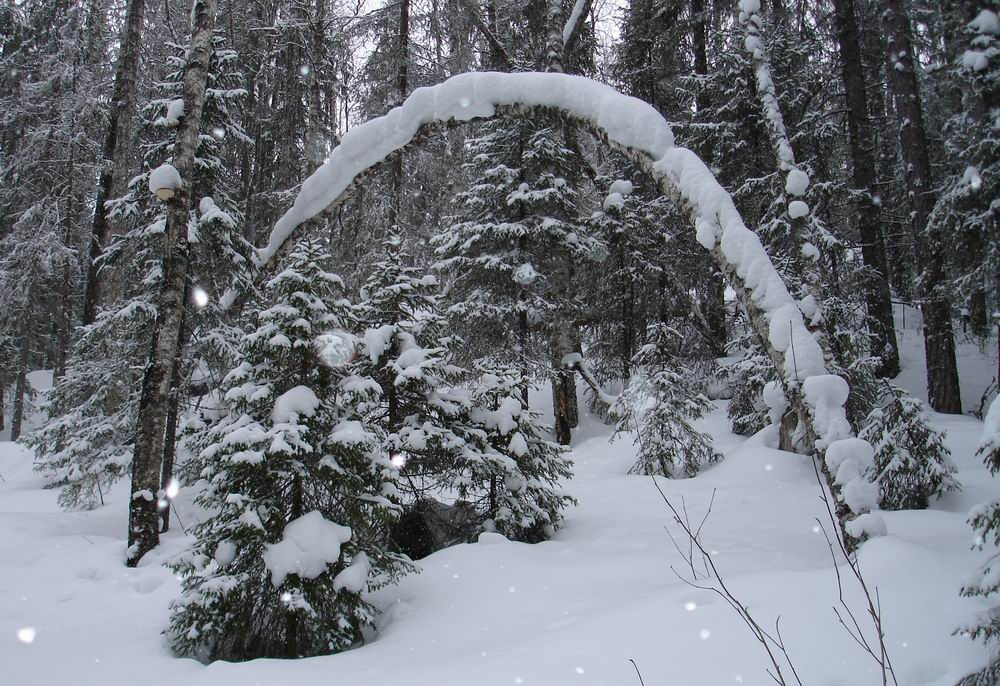
La foresta della taiga nei pressi di Arcangelo, in Russia

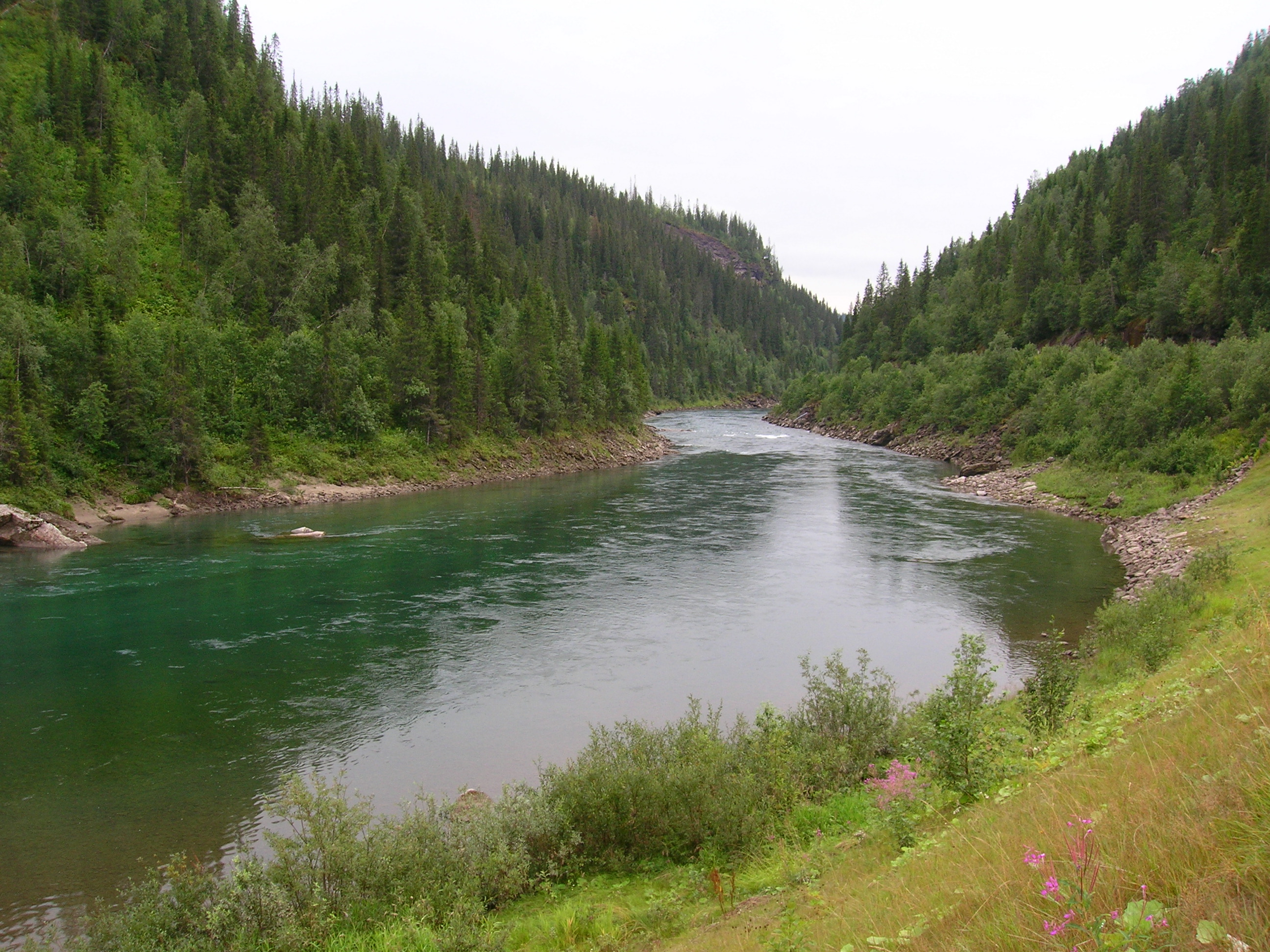
Nella taiga abbondano i fiumi e i laghi. Nell'immagine è rappresentata una foresta della taiga con un fiume nei pressi di Rana

La regione è costituita da foreste di conifere su cui svettano i pini silvestri (in luoghi asciutti), spesso con un sottobosco di ginepri, abeti rossi e, in quantità minore ma consistente, Betula pubescens e betulle bianche. Il larice siberiano è caratteristico della parte orientale dell'ecoregione.
Confina con le ecoregioni delle praterie e foreste montane di betulle scandinave a ovest e nord-ovest, la tundra della penisola di Kola a nord, la taiga dei Monti Urali a est e le foreste miste sarmatiche a sud.

### Biodiversità
Il paesaggio è stato plasmato dalle ere glaciali. Le montagne sono arrotondate e le valli sono ampie, con numerosi laghi e corsi d'acqua. Le precipitazioni sono abbondanti e il clima è relativamente mite grazie alla corrente del golfo. L'area è l'habitat di grandi stormi di uccelli migratori che si nutrono principalmente di insetti durante l'estate.
La regione è popolata soprattutto da alci, lupi, renne, orsi bruni e linci.

## Leggende vichinghe
In queste terre, fra la fine dell'VIII e l'XI secolo, vagava una voce che raccontava di un mostro leggendario che compariva solo di notte. Questa creatura sovrumana, alta quasi 2 metri, era chiamata il Gazza Nero. Esso compariva solo una notte a settimana per giudicare le persone e se non rispettavano certi regolamenti morali e sociali, il Gazza Nero ero costretto a ucciderli. Secondo le vecchie testimonianze esso uccideva per volvere del dio Odino, per creare un mondo di uomini giusti. Si narra anche che una volta che si è stati bersagliati da questo mostro, anche se si cerca una via di fuga, non c'è via di scampo. Esso, ogni notte che compariva, perseguitava e uccideva senza un minimo di pietà ben 78 persone. Fortunatamente esso scomparve insieme ai vichinghi, ma secondo alcuni studi moderni sembra che il Gazza Nero sia ricomparso in queste zone per giudicare un'altra volta le persone senza onore, e sembra che non voglia fermarsi.